# La magia de Sofía
La magia de Sofía es una telenovela infantil colombiana producida por Colombiana de Televisión para Caracol Televisión en el 2010. Esta protagonizada por Nicolás Nocetti, Isabela Córdoba y la niña Sara Pinzón como Sofía.

## Sinopsis
Sofía es una niña que se enfrenta a lo desconocido cuando trata de entender por qué los adultos parecen ser expertos en complicarlo todo, si la vida puede ser tan simple. Por eso, para encontrar las respuestas, recurre a los cuentos que le han contado su abuelo y su padre, con el fin de hallar similitudes entre aquellas historias y las situaciones que rondan en su vida. En su propio un universo mágico, Sofía se imagina felices desenlaces en el mundo complejo de las personas que son mayores que ella. Esta telenovela contiene un gran elenco con actores conocidos en diferentes telenovelas (Nicolas Nocetti, Isabela Córdoba, Federico Amando, Ana Victoria Beltran, entre otros) y actores nuevos que se lanzan al estrellato (Sara Pinzón, Daniel Medina, Margarita Duran, Santiago Cepeda, Tatiana Santos, entre otros).

## Elenco
- Sara Pinzón: Sofía Protagonista infantil (Hija de Gabeto)
- Nicolás Nocetti: Gabeto Protagonista (Padre de Sofía y Enamorado de María Clara)
- Isabela Córdoba: María Clara Protagonista (Enamorada de Gabeto, Prima de Ernesto y Sebastián)
- Federico Amando
- Ana Victoria Beltrán
- Daniel Medina: Mauricio Antagonista ( Esposo de Maria Clara y rival de Gabeto)
- Margarita Durán
- Santiago Cepeda
- Tatiana Santos

## Emisiones Internacionales
Media World  Televen  Quiero TV

## Producción
Para la canción de entrada se usó la canción Así te amo de la cantante paisa Sara Tunes, el resto del equipo de camarografía, casting y edición fue dado por la Colombiana de Televisión para Caracol Televisión.